# Новомосковский институт Российского химико-технологического университета
Новомосковский институт РХТУ (НИ РХТУ) — институт в структуре Российского химико-технологического университета им. Д. И. Менделеева. Расположен в г. Новомосковске Тульской области.

## Общие сведения
В состав института входят 7 факультетов, в том числе подготовительный факультет для иностранных граждан. На базе института основано 28 кафедр. Имеется деканат по работе с иностранными гражданами, подготовительное отделение. Вуз имеет 4 учебных корпуса, 3 общежития, библиотеку, насчитывающую свыше 400 тысяч томов, стадион на 3 тысячи мест (находится в заброшенном и полуразрушенном состоянии), 2 актовых (закрыты из-за требований безопасности, вследствие неудовлетворительного состояния) и 2 спортивных зала. Общая площадь ВУЗа — 56703 м², непосредственно учебная — 26951 м² (48 %). В институте преподают 319 преподавателей. Всего обучается на всех факультетах и формах обучения около 4000 студентов (в том числе 110 из 25 стран мира). Срок обучения на дневном отделении 4 года (бакалавриат).

## История
Основан в 1959 г. как филиал МХТИ и до 1995 г. назывался НФ МХТИ. В 1995 г. в соответствии с приказом государственного комитета Российской Федерации по высшему образованию от 02.02.1995 г. № 146 получил нынешнее название. При этом сохранил за собой статус филиала.

## Руководство
С 1960 года, в течение 25 лет, Новомосковский филиал возглавлял заслуженный деятель науки и техники, Почётный химик СССР, доктор химических наук Э. А. Кириченко. С 1985 по 1993 гг. директором филиала был В. А. Василёв. В 1994 году на посту директора его сменил доктор технических наук, профессор Д. П. Вент. С 2012 директор института — доктор экономических наук Ю. Д. Земляков, ранее заведующий кафедрой «Экономика, финансы и бухгалтерский учёт». С 2017 года по настоящее время директор института - В. Л. Первухин.

## Структура
Факультеты
- Заочного и очно-заочного обучения
- Кибернетики; кафедры:
  - Автоматизация производственных процессов
  - Вычислительная техника и информационные технологии
  - Устойчивое развитие и безопасность жизнедеятельности
- Энерго-механический; кафедры:
  - Оборудование химических производств
  - Естественнонаучные и математические дисциплины
  - Промышленная теплоэнергетика
  - Электроснабжение промышленных предприятий
- Подготовительное отделение
- Подготовительный факультет для иностранных граждан; кафедры:
  - Общетеоретические дисциплины
  - Русский и иностранный языки
- Технологический; кафедры:
  - Общая и неорганическая химия
  - Технология неорганических, керамических и электрохимических производств
  - Фундаментальная химия
  - Химическая технология органических и полимерных производств
- Экономики и управления; кафедры:
  - Менеджмент
  - История, философия и культурология
  - Экономика, финансы и бухгалтерский учёт
  - Физическая культура и спорт

## Преподавательский состав
Всего преподавателей — 319 человек, докторов наук — 21 человек (6,6 %), кандидатов наук — 143 человек (44,8 %), профессоров — 15 человек (4,7 %), доцентов — 123 человек (38,6 %), женщин — 174 человек (54,6 %), преподавателей до 30 лет — 37 человек (11,6 %), преподавателей от 30 до 39 лет — 58 человек (18,2 %), преподавателей от 40 до 49 лет — 64 человек (20,1 %), преподавателей от 50 до 59 лет — 99 человек (31 %), преподавателей от 60 до 65 лет — 25 человек (7,8 %), преподавателей старше 65 лет — 25 человек (11,3 %) 